# Prionodera dichroma
Prionodera dichroma es una especie de insecto coleóptero de la familia Chrysomelidae.
Fue descrita científicamente en 2004 por Flowers.